# Richard Swann Lull
Richard Swann Lull (6 de noviembre de 1867 - 22 de abril de 1957) fue un  profesor de la Universidad Yale y paleontólogo estadounidense. Actualmente es más conocido por haber defendido una teoría no darwiniana de la evolución en la que las mutaciones podían desatar "impulsos genéticos" que conducirían a determinadas poblaciones hacia fenotipos cada vez más extremos. 

## Biografía
Nacido en Annapolis, Maryland, Lull se casó con Calara Coles Boggs y tuvieron una hija. Se especializó en la zoología en la Universidad Rutgers, donde recibió su bachillerato y su maestría en 1896. Trabajó para la Sección de Entomología para el Departamento de Agricultura de los Estados Unidos y en 1894 se convirtió en profesor adjunto de zoología en el State Agricultural College en Amherst, Massachusetts (ahora la Universidad de Massachusetts Amherst). Su interés en huellas fosilizadas comenzó en Amherst College, conocido por su colección de estas, y eventualmente Lull cambió su ámbito de la entomología a la paleontología.
En 1899 Lull fue miembro de la expedición del Museo Americano de Historia Natural a Bone Cabin Quarry, Wyoming, donde ayudó a recoger el esqueleto de un brontosaurus. En 1902 se reunió con un equipo del Museo en Montana, donde estudió con el profesor Henry Fairfield Osborn de la Universidad de Columbia. En 1903, recibió su doctorado de la Universidad de Columbia, y en 1906 se convirtió en profesor adjunto de paleontología vertebrada en Yale College curador adjunto en el Museo Peabody de Historia Natural. Permanecería en la Universidad Yale durante 50 años. En 1933, Lull recibió la Medalla Daniel Giraud Elliot de la Academia Nacional de Ciencias.
Lull solía poner como ejemplo la cornamenta del alce irlandés como evidencia para su teoría no darwiniana de la evolución. Argumentaba que su cornamenta gigante no podía haber sido resultado de la selección natural: en lugar de ello, argumentaba que dicha cornamenta evidenciaba la existencia de un "impulso genético desatado" que empujaba al alce a tener una cornamenta cada vez más grande que, con el tiempo, acabaría provocando su extinción. Su teoría evolucionaria fue una forma de ortogénesis.
Su libro Organic Evolution (1917) obtuvo reseñas positivas y fue considerado un «excelente resumen de las teorías, hechos y factores de la evolución».